# 벤저민 프랭클린 메달 (프랭클린 협회)
벤저민 프랭클린 메달은 미국 펜실베니아 주 필라델피아에 있는 프랭클린 협회 과학박물관에서 수여하는 미국의 과학 및 공학 상이다. 메달리스트는 필라델피아 지역의 지역 학자와 전문가로 구성된 과학 및 예술 위원회(CS&A)에서 선정한다.

## 수상자 명단
| 연도 | 이름                        | 분야                          |
| 1998 | 존 디벨                     | 경영 지도자 상                |
| 1998 | 엠마누엘 데수르바이르       | 공학                          |
| 1998 | 로버트 B. 로플린            | 물리학                        |
| 1998 | 데이비드 페인               | 공학                          |
| 1998 | 스탠리 B. 프루시너          | 생명과학                      |
| 1998 | 마틴 리스                   | 물리학                        |
| 1998 | 호르스트 루트비히 슈퇴르머  | 물리학                        |
| 1998 | 대니얼 추이                 | 물리학                        |
| 1998 | 아메드 즈웨일               | 화학                          |
| 1999 | 랄프 시세로                 | 지구과학                      |
| 1999 | 노엄 촘스키                 | 컴퓨터 및 인지과학            |
| 1999 | 더글러스 엥겔바트           | 컴퓨터 및 인지과학            |
| 1999 | 월터 카민스키               | 화학                          |
| 1999 | 배리 마셜                   | 생명과학                      |
| 1999 | 존 C. 매더                  | 물리학                        |
| 1999 | 리처드 W. 쇼트힐            | 컴퓨터 및 인지과학            |
| 1999 | 토노무라 아키라             | 물리학                        |
| 1999 | P. 로이 바젤로스            | 경영 지도자 상                |
| 1999 | 빅터 발리                   | 컴퓨터 및 인지과학            |
| 2000 | 존 코크                     | 컴퓨터 및 인지과학            |
| 2000 | 에릭 얼린 코넬              | 물리학                        |
| 2000 | 고든 댄비                   | 기계공학                      |
| 2000 | 에빌 고럼                   | 지구과학                      |
| 2000 | 로버트 그럽스               | 화학                          |
| 2000 | 볼프강 케털리               | 물리학                        |
| 2000 | 앙투안 라베이리             | 전기공학                      |
| 2000 | 제임스 R. 파월              | 기계공학                      |
| 2000 | 알렉산더 리치               | 생명과학                      |
| 2000 | 윌리엄 J. 루터              | 생명과학                      |
| 2000 | 칼 위먼                     | 물리학                        |
| 2001 | 폴 번                       | 전기공학                      |
| 2001 | 유다 포크만                 | 생명과학                      |
| 2001 | 앨런 구스                   | 물리학                        |
| 2001 | 어윈 M. 제이컵스            | 경영 지도자 상                |
| 2001 | 마빈 민스키                 | 컴퓨터 및 인지과학            |
| 2001 | 칼 배리 샤플리스            | 화학                          |
| 2001 | 롭 반 더 부                 | 지구과학                      |
| 2001 | 버나드 위드로               | 전기공학                      |
| 2002 | 노먼 L. 앨린저              | 화학                          |
| 2002 | 존 W. 칸                    | 재료과학                      |
| 2002 | 메리 델 칠튼                | 생명과학                      |
| 2002 | 리지마 스미오               | 물리학                        |
| 2002 | 고든 무어                   | 경영 지도자 상                |
| 2002 | 나카무라 슈지               | 공학                          |
| 2002 | 알렉산드라 나브로츠키       | 지구과학                      |
| 2002 | 루시 서치만                 | 컴퓨터 및 인지과학            |
| 2003 | 비슈누 S. 아탈              | 전기공학                      |
| 2003 | 존 N. 바콜                  | 물리학                        |
| 2003 | 레이먼드 데이비스           | 물리학                        |
| 2003 | 제인 구달                   | 생명과학                      |
| 2003 | 로빈 M. 호흐스트라서        | 화학                          |
| 2003 | 고시바 마사토시             | 물리학                        |
| 2003 | 폴 맥크레디                 | 공학                          |
| 2003 | 존 매카시 (컴퓨터 과학자))  | 컴퓨터 및 인지과학            |
| 2003 | 노먼 A. 필립스              | 지구과학                      |
| 2003 | 조셉 스마고린스키           | 지구과학                      |
| 2003 | 찰스 H. 손튼                | 공학                          |
| 2004 | 로저 베이컨 (물리학자)      | 기계공학                      |
| 2004 | 시모어 벤저                 | 생명과학                      |
| 2004 | 레이몬드 V. 다마디안        | 경영 지도자 상                |
| 2004 | 해리 B. 그레이              | 화학                          |
| 2004 | 리처드 M. 카프              | 컴퓨터 및 인지과학            |
| 2004 | 로버트 B. 마이어            | 물리학                        |
| 2004 | 로버트 E. 뉴햄              | 전기공학                      |
| 2005 | 엘리자베스 블랙번           | 생명과학                      |
| 2005 | 아라빈드 조시               | 컴퓨터 및 인지과학            |
| 2005 | 헨리 B. 카간                | 화학                          |
| 2005 | 난부 요이치로               | 물리학                        |
| 2005 | 피터 R. 베일                | 지구과학                      |
| 2005 | 앤드류 J. 비터비            | 전기공학                      |
| 2005 | 알렉산더 자파로니           | 경영 지도자 상                |
| 2006 | 레이 윌리엄 클러프          | 공학                          |
| 2006 | 사무엘 J. 데니세프스키      | 화학                          |
| 2006 | 나라인 C. 힌고라니          | 전기공학                      |
| 2006 | 루나 레오폴드               | 지구과학                      |
| 2006 | 도널드 노먼                 | 컴퓨터 및 인지과학            |
| 2006 | 페르난도 노테봄             | 생명과학                      |
| 2006 | 지아신토 스콜스             | 물리학                        |
| 2006 | 얀 피터 토니스              | 물리학                        |
| 2006 | 테드 터너                   | 경영 지도자 상                |
| 2006 | M. 고든 울먼                | 지구과학                      |
| 2007 | 노먼 R. 어거스틴            | 경영 지도자 상                |
| 2007 | 클라우스 비만               | 화학                          |
| 2007 | 스튜어트 카드               | 컴퓨터 및 인지과학            |
| 2007 | 로버트 H. 데나드            | 전기공학                      |
| 2007 | 머튼 C. 플레밍스            | 재료과학                      |
| 2007 | 아서 B. 맥도널드            | 물리학                        |
| 2007 | 스티브 스콰이어스           | 지구과학                      |
| 2007 | 도쓰카 요지                 | 물리학                        |
| 2007 | 낸시 웩슬러                 | 생명과학                      |
| 2008 | 빅터 암브로스               | 생명과학                      |
| 2008 | 데이비드 볼컴               | 생명과학                      |
| 2008 | 월레스 브로커               | 지구과학                      |
| 2008 | 알베르트 에셴모저           | 화학                          |
| 2008 | 데보라 진                   | 물리학                        |
| 2008 | 가나데 타케오               | 컴퓨터 및 인지과학            |
| 2008 | 주데아 펄                   | 컴퓨터 및 인지과학            |
| 2008 | 아룬 파드케                 | 전기공학                      |
| 2008 | 게리 루브쿤                 | 생명과학                      |
| 2008 | 프레더릭 스미스             | 경영 지도자 상                |
| 2008 | 제임스 소프                 | 전기공학                      |
| 2009 | 루제나 바즈시               | 컴퓨터 및 인지과학            |
| 2009 | 스티븐 J. 벤코비치          | 생명과학                      |
| 2009 | 산드라 페이버               | 물리학                        |
| 2009 | J. 프레더릭 그래슬          | 지구과학                      |
| 2009 | T. 분 피켄스                | 경영 지도자 상                |
| 2009 | 리처드 J. 로빈스            | 공학                          |
| 2009 | 조지 M. 화이트사이드        | 화학                          |
| 2009 | 로트피 자데                 | 전기공학                      |
| 2010 | J. 이그나시오 시락          | 물리학                        |
| 2010 | 샤프리라 골드와서           | 컴퓨터 및 인지과학            |
| 2010 | 피터 C. 노웰                | 생명과학                      |
| 2010 | 게르하르트 M. 세슬러        | 전기공학                      |
| 2010 | 브라이언 스팔딩             | 기계공학                      |
| 2010 | 조안 스터비                 | 화학                          |
| 2010 | 제임스 E. 웨스트            | 전기공학                      |
| 2010 | 데이비드 J. 와인랜드        | 물리학                        |
| 2010 | 피터 졸러                   | 물리학                        |
| 2010 | W. 리처드 펠티에            | 지구 및 환경 과학             |
| 2010 | 빌 게이츠                   | 경영 지도자 상                |
| 2011 | 존 로버트 앤더슨 (심리학자) | 컴퓨터 및 인지과학            |
| 2011 | 질리언 밴필드               | 지구 및 환경 과학             |
| 2011 | 니콜라 카비보               | 물리학                        |
| 2011 | 잉그리드 도베키스           | 전기공학                      |
| 2011 | 딘 케이먼                   | 기계공학                      |
| 2011 | 키리아코스 코스타 니콜라우  | 화학                          |
| 2011 | 조지 맥도날드 처치          | 생명과학                      |
| 2011 | 프레드 카블리               | 경영 지도자 상                |
| 2012 | 블라디미르 바프니크         | 컴퓨터 및 인지과학            |
| 2012 | 로니 톰슨                   | 지구 및 환경 과학             |
| 2012 | 엘렌 모슬리-톰슨            | 지구 및 환경 과학             |
| 2012 | 숀 B. 캐럴                  | 생명과학                      |
| 2012 | 제리 넬슨 (천문학자)        | 전기공학                      |
| 2012 | 라시드 수냐에프             | 물리학                        |
| 2012 | 즈비 해시                   | 기계공학                      |
| 2012 | 루이스 E. 브루스            | 화학                          |
| 2012 | 존 T. 챔버스                | 경영 지도자 상                |
| 2013 | 제롤드 마인왈드             | 화학                          |
| 2013 | 윌리엄 라보프               | 컴퓨터 및 인지과학            |
| 2013 | 로버트 버너                 | 지구 및 환경 과학             |
| 2013 | 루돌프 자니쉬               | 생명과학                      |
| 2013 | 수브라 수레시               | 기계공학                      |
| 2013 | 알렉산더 달가르노           | 물리학                        |
| 2013 | 마이클 델                   | 경영 지도자 상                |
| 2013 | 이가 케니치                 | 전기공학                      |
| 2014 | 다니엘 클레퍼               | 물리학                        |
| 2014 | 크리스토퍼 T. 월시          | 화학                          |
| 2014 | 리사 타우체                 | 지구 및 환경 과학             |
| 2014 | 이와사키 슌이치             | 전기공학                      |
| 2014 | 마크 H. 크라이더            | 전기공학                      |
| 2014 | 요아힘 프랑크               | 생명과학                      |
| 2014 | 알리 H. 네이페              | 기계공학                      |
| 2014 | 에드먼드 M. 클라크          | 컴퓨터 및 인지과학            |
| 2014 | 윌리엄 W. 조지              | 경영 지도자 상                |
| 2015 | 스티븐 리파드               | 화학                          |
| 2015 | 엘리사 뉴포트               | 컴퓨터 및 인지과학            |
| 2015 | 마나베 슈쿠로               | 지구 및 환경 과학             |
| 2015 | 로저 F. 해링턴              | 전기 공학                     |
| 2015 | 코넬리아 바르그만           | 생명과학                      |
| 2015 | 찰스 L. 케인                | 물리학                        |
| 2015 | 유진 밀리                   | 물리학                        |
| 2015 | 장 쇼우청                   | 물리학                        |
| 2015 | 존 헌츠먼 시니어            | 경영 지도자 상                |
| 2015 | 장 피에르 쿠르트            | 기계공학                      |
| 2016 | 나드리안 시만               | 화학                          |
| 2016 | 예일 패트                   | 컴퓨터 및 인지과학            |
| 2016 | 브라이언 앳워터             | 지구 및 환경 과학             |
| 2016 | 솔로몬 골롬                 | 전기공학                      |
| 2016 | 로버트 랭거                 | 생명과학                      |
| 2016 | 치엔 슈                     | 기계공학                      |
| 2016 | 패트릭 순시옹               | 경영 지도자 상                |
| 2016 | 윌리엄 J. 보루키            | 물리학                        |
| 2017 | 크지슈토프 마티야스제프스키 | 화학                          |
| 2017 | 사와모토 미쓰오             | 화학                          |
| 2017 | 마이클 포스너               | 컴퓨터 및 인지과학            |
| 2017 | 닉 홀로니악                 | 전기공학                      |
| 2017 | 더글러스 C. 월러스          | 생명과학                      |
| 2017 | 밀드레드 드레셀하우스       | 재료과학 및 공학              |
| 2017 | 마빈 L. 코헨                | 물리학                        |
| 2017 | 클로드 로리우스             | 지구 및 환경 과학             |
| 2017 | 앨런 멀러리                 | 경영 지도자 상                |
| 2018 | 수잔 트럼보어               | 지구 및 환경 과학             |
| 2018 | 마니제 라제기               | 전기공학                      |
| 2018 | 아드리안 베잔               | 기계공학                      |
| 2018 | 헬렌 퀸                     | 물리학                        |
| 2018 | 존 B. 구디너프              | 화학                          |
| 2018 | 빈트 서프                   | 컴퓨터 및 인지과학            |
| 2018 | 로버트 칸                   | 컴퓨터 및 인지과학            |
| 2018 | 필립 호바스                 | 생명과학                      |
| 2018 | 앤 M. 멀케이                | 경영 지도자 상                |
| 2019 | 존 홉필드                   | 물리학                        |
| 2019 | 존 로저스                   | 재료공학                      |
| 2019 | 제임스 P. 앨리슨            | 생명과학                      |
| 2019 | 엘리 야블로노비치           | 경영 지도자 상                |
| 2019 | 진 라이켄스                 | 지구 및 환경 과학             |
| 2019 | 마샤 K. 존슨                | 컴퓨터 및 인지과학            |
| 2019 | 프랜시스 아널드             | 화학                          |
| 2019 | 인드라 누이                 | 경영 지도자 상                |
| 2021 | 로베르토 카                 | 화학                          |
| 2021 | 미셸 파리넬로               | 화학                          |
| 2021 | 헨리 C. 캡틴                | 물리학                        |
| 2021 | 마가렛 무네인               | 물리학                        |
| 2021 | 제레미 네이선스             | 생명과학                      |
| 2021 | C. 다니엘 모트              | 기계공학                      |
| 2021 | 모니카 터너                 | 지구 및 환경 과학             |
| 2021 | 바바라 파티                 | 컴퓨터 및 인지과학            |
| 2021 | 후쿠시마 쿠니히코           | 컴퓨터 및 인지과학            |
| 2021 | 아서 레빈슨                 | 경영 지도자 상                |
| 2022 | 샐리 W. 치좀                | 지구 및 환경과학              |
| 2022 | 쉘든 웨인바움               | 의생명공학                    |
| 2022 | 캐롤 V. 로빈슨              | 화학                          |
| 2022 | 러셀 뒤피                   | 전기공학                      |
| 2022 | 다니엘 댑커스               | 전기공학                      |
| 2022 | 커리코 커털린               | 생명과학                      |
| 2022 | 드루 와이스먼               | 생명과학                      |
| 2022 | 에드워드 C. 스톤            | 물리학                        |
| 2023 | 로렌스 에드워즈             | 지구 및 환경과학              |
| 2023 | 네이더 엔게타               | 전기공학                      |
| 2023 | 케네스 프레이저             | 경영 지도자 상                |
| 2023 | 일레인 푹스                 | 생명과학                      |
| 2023 | 김필립                      | 물리학                        |
| 2023 | 바바라 리스코프             | 컴퓨터 및 인지과학            |
| 2023 | 뎁 니마이어                 | 토목 및 기계공학, 과학 공로상 |
| 2023 | 모니카 슐라이어-스미스      | 물리학                        |
| 2023 | 리처드 자레                 | 화학                          |